# Cuverville (Calvados)
Cuverville ist eine französische Gemeinde mit 2.273 Einwohnern (Stand: 1. Januar 2022) im Département Calvados in der Region Normandie; sie gehört zum Arrondissement Caen und zum Kanton Troarn. Die Einwohner werden Cuvervillais genannt.

## Geographie
Cuverville ist ein banlieue in etwa sieben Kilometer Entfernung im Osten von Caen. Umgeben wird Cuverville von den Nachbargemeinden Escoville im Norden und Nordosten, Touffréville im Osten, Saline mit Sannerville im Südosten, Démouville im Süden, Giberville im Südwesten sowie Colombelles im Westen.

## Geschichte
1066 wird der Ort als Culvert villa erwähnt.

### Bevölkerungsentwicklung
| Jahr      | 1962 | 1968 | 1975 | 1982 | 1990 | 1999 | 2006 | 2012 |
| Einwohner | 273  | 441  | 517  | 1044 | 1314 | 1779 | 2000 | 2044 |

Quelle: INSEE

## Sehenswürdigkeiten

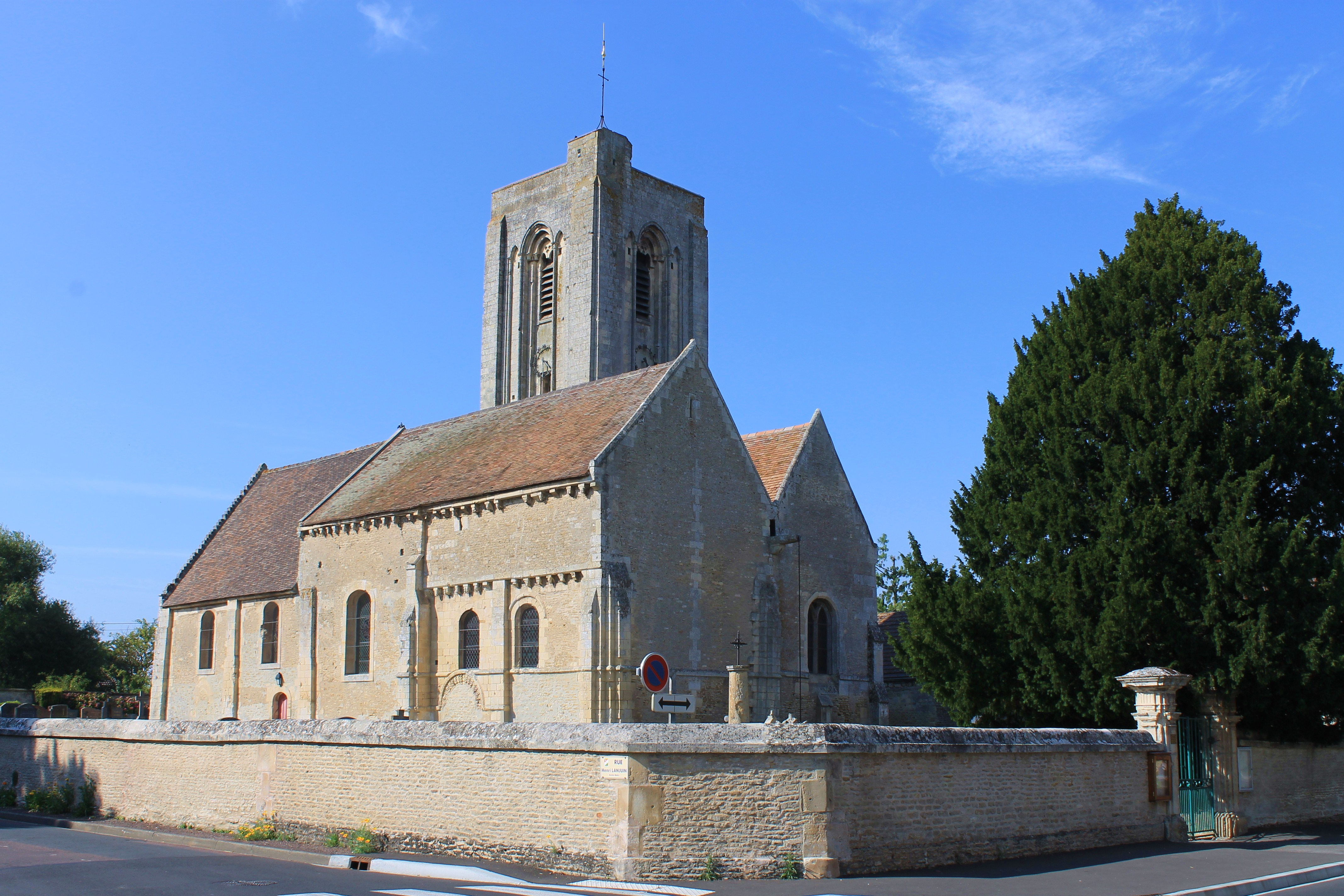
Kirche Notre-Dame

- Kirche Notre-Dame-des-Sept-Douleurs aus dem 12. Jahrhundert, Umbauten aus den nachfolgenden Jahrhunderten, Monument historique seit 1933

## Gemeindepartnerschaften
Mit der deutschen Samtgemeinde Wesendorf in Niedersachsen besteht seit 1987 eine Partnerschaft.